# MERS-CoV
Il MERS-CoV (acronimo dell'inglese Middle East Respiratory Syndrome - Coronavirus: Coronavirus della MERS) è un virus facente parte del genere Betacoronavirus (famiglia Coronaviridae), sottogenere Merbecovirus. Si tratta del sesto coronavirus riconosciuto in grado di infettare esseri umani, responsabile della sindrome respiratoria mediorientale da Coronavirus.

## Storia
Nel 2012 il virologo egiziano Dr. Ali Mohamed Zaki ha isolato e identificato, a Gedda, un coronavirus precedentemente sconosciuto, dall'espettorato di un uomo di affari saudita di 60 anni con polmonite acuta severa e insufficienza renale. Il 24 settembre 2012 il Dr. Zaki ha pubblicato le sue scoperte su ProMED-mail (Program for Monitoring Emerging Diseases).
Il Mers-CoV è un tipo di coronavirus simile al virus della SARS ma distinto da esso e dai coronavirus del raffreddore comune. Fino al 23 maggio 2013, il Mers-CoV era spesso stato indicato come un virus SARS-simile (SARS-like), o semplicemente come "nuovo coronavirus", e colloquialmente come "virus della SARS Arabica" (secondo quanto veniva scritto dal The Guardian e da Yahoo nel Regno Unito, dalla CNN negli Stati Uniti, e dai media di Toronto e Ottawa in Canada).

### Origine
Il MERS-CoV è più strettamente legato ai "coronavirus dei pipistrelli" HKU4 e HKU5 della linea 2C, che al SARS-CoV, appartenente alla clade 2B, ma la malattia che provoca, pur simile alla SARS, sembra essere causa di una maggiore mortalità, infatti, il suo tasso di letalità è pari a circa il 34%, mentre per la SARS è del 10%.
Il virus MERS-CoV, condividendo oltre il 90% della sequenza genica dei coronavirus HKU4 e HKU5 è considerato, dall'International Committee on Taxonomy of Viruses (ICTV), appartenente alla stessa specie.
Sono serbatoi noti i pipistrelli appartenenti al genere Tylonycteris (Ty-BatCoV HKU4) e Pipistrellus pipistrellus (Pi-BatCoV HKU5), mentre rimane oscura l'origine animale nei pipistrelli provenienti dall'Africa, Europa e America.
Va rilevato però, malgrado la relativamente stretta relazione filogenetica del virus umano con il coronavirus del pipistrello, che difficilmente i pipistrelli rappresentano il serbatoio ultimo dell'infezione, per la loro scarsa possibilità di entrare in contatto stretto con gli uomini. Sembra invece più verosimile che i pipistrelli siano entrati in contatto con altri animali, magari domestici, e questi siano diventati di recente il serbatoio ultimo dell'infezione, anche se non si conoscono ad oggi quali siano questi animali. La sorveglianza stretta dei bacini di diffusione iniziale della malattia consentirà di capire meglio questo aspetto.
Secondo il Dr. Wendtner, dell'Università Ludwig Maximilian di Monaco, potrebbero essere serbatoi finali del virus, oltre ai pipistrelli e ai dromedari, anche il latte di dromedario, i datteri e le capre. Si conosce per certo di un soggetto di Abu Dhabi che aveva avuto contatti con un dromedario malato.

## Caratteristiche biologiche

### Morfologia
Virus a RNA (Gruppo IV - virus a RNA a singolo filamento positivo) del diametro di 120-160 nm di diametro con capsula (+) ssRNA lineare.

### Genoma
Un gruppo di ricerca cinese nell'ottobre 2012 ha determinato la prima sequenza genica del virus che ha 30113 basi azotate.
Al 9 giugno 2013, sono note 9 sequenze geniche diverse del virus: di cui 4 provenienti dall'Ospedale di Al-Hasa e depositati nella GenBank:
- KF186567 sindrome respiratoria coronavirus Medio Oriente Al-Hasa_1_2013[16]
- KF186566 sindrome respiratoria coronavirus Medio Oriente Al-Hasa_2_2013[17]
- KF186565 sindrome respiratoria coronavirus Medio Oriente Al-Hasa_3_2013[18]
- KF186564 sindrome respiratoria coronavirus Medio Oriente Al-Hasa_4_2013[19]

I risultati delle analisi indicano che il virus appartiene alla stessa famiglia del SARS-CoV coronavirus causa della SARS.
Gli ultimi 4 virus, identificati in ordine di tempo, provenienti dall'Ospedale di Al-Hasa mostrano una stretta analogia tra loro con oltre il 99% di identità di basi genomiche.

Secondo Michael Osterholm, infettivologo dell'Università del Minnesota, il virus:
(Michael Osterholm, traduzione dall'inglese, in Maria CHENG (non accreditata), Mysterious new MERS virus spreads easily, deadlier than SARS, su Fox News/The Associated Press, 20 giugno 2013)